# Basstard
Basstard är ett musikalbum med Jørun Bøgeberg. Albumet utgavs 2006 av skivbolaget UpNorth Discs.

## Låtlista
1. "Nice Talkin' to You" – 4:37
2. "Daddy's Eyes" – 4:47
3. "Ziggy's Blues" – 3:08
4. "Vi" – 0:58
5. "Life is An Endless Dream" – 4:04
6. "On Top of the Lover's Throne" – 4:00
7. "Home to You" – 3:51
8. "Hellhounds on My Trail" – 1:21
9. "Big Butt Mama" – 4:27
10. "Where the River Meets the Sea" – 4:16
11. "Life is Okey" – 4:34
12. "Queen of My Dreams" – 6:18

- Alla låtar skrivna av Jørun Bøgeberg.

## Medverkande
Musiker
- Jørun Bøgeberg – sång, gitarr, basgitarr, mandolin, harmonium
- Tor Inge Rishaug – gitarr
- Nils Einar Vinjor – gitarr
- Anders Engen – gitarr, trummor
- Geir Sundstøl – sång, gitarr, lapsteelgitarr
- Terje Kinn – banjo
- Knut Reiersrud – piano
- Herman Bøgeberg – keyboard
- Rune Arnesen – trummor, percussion
- Tor Hauge – trummor, percussion
- Per Hillestad – trummor
- Trond Augland – trummor
- Sergio Gonzales – sång, trummor, percussion
- Deborah Girnius – sång, flöjt
- Jeff Wasserman – violin
- Paulin Voss – cello
- Morten Halle – saxofon
- Embee Normann – sång
- Jørn Hoel – sång
- Lynni Treekrem – sång
- Pelle Lindstad – sång
- Merete Hugaas – sång
- Anette Johnsen Solberg – sång
- Hanne Dahle – sång
- Gustav Bøgeberg – sång

Produktion
- Jørun Bøgeberg – musikproducent
- Truls Birkeland – ljudtekniker
- Nils Harald Mæhlum – ljudmix
- Ulf Holand – ljudmix
- Mikkel Schille – mastering
- Morgan Nicolaysen – mastering
- Hanne Hvattum – foto
- Grandpeople – omslagsdesign